# Васил Симеонов
Васил Симеонов е български футболист, вратар, състезател на Арда (Кърджали).
Юноша е на Балкан (Ботевград), но през 2017 година е привлечен в Академията на гранда ПФК Лудогорец (Разград).
В мъжкия футбол играе за дубъла на Лудогорец, като записва дебют при победата със 7 – 1 над Литекс (Ловеч) за Купата на България. Това е и единственият мач за първия отбор на тима от Разград.
Играе още за Пирин (Разлог) и ПФК Монтана (Монтана), преди през 2020 година да се присъедини към Арда (Кърджали).